# Region Main-Rhön
Region Main-Rhön (niem. Planungsregion Main-Rhön) – region planowania w Niemczech, w kraju związkowym Bawaria, w rejencji Dolna Frankonia. Siedzibą regionu jest miasto Haßfurt.
Region leży w północnej części Bawarii. Na wschodzie graniczy z krajem związkowym Turyngia (powiaty Schmalkalden-Meiningen i Hildburghausen) oraz regionem planowania Oberfranken-West, na południu i zachodzie z regionem planowania Würzburg, a na północy z krajem związkowym Hesja (powiaty Main-Kinzig oraz Fulda).

## Podział administracyjny
W skład regionu Main-Rhön wchodzi:
- jedno miasto na prawach powiatu: (kreisfreie Stadt)
- cztery powiaty ziemskie (Landkreis)

Miasta na prawach powiatu:
| Lp. | Nazwa miasta | Ludność (31.12.2010) | Powierzchnia km² |
| --- | ------------ | -------------------- | ---------------- |
| 1   | Schweinfurt  | 53.415               | 35,71            |

Powiaty ziemskie:
| Lp. | Nazwa powiatu | Ludność (31.12.2010) | Powierzchnia km² | Liczba gmin |
| --- | ------------- | -------------------- | ---------------- | ----------- |
| 1   | Bad Kissingen | 104.301              | 1.136,94         | 26          |
| 2   | Haßberge      | 85.010               | 956,52           | 26          |
| 3   | Rhön-Grabfeld | 82.916               | 1.021,87         | 37          |
| 4   | Schweinfurt   | 113.003              | 841,29           | 29          |